# Paul Nipkow

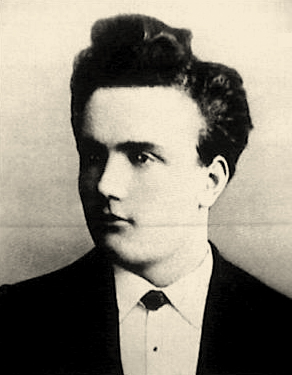
Paul Nipkow omkring 1884.

Paul Julius Gottlieb Nipkow, född 22 augusti 1860 i Lębork (tyska Lauenburg i. Pom.), död  24 augusti 1940 i Berlin, var en tysk tekniker och uppfinnare. Han uppfann 1896 den efter honom döpta Nipkowskivan som är en föregångare till televisionen.

## Nipkows experiment
Redan som gymnasieelev höll Nipkow på med experiment rörande telefoni som även skulle överföra rörliga bilder. Bland hans lärare vid Humboldt-Universität zu Berlin fanns Hermann von Helmholtz och Adolf Slaby. Under studieåren kom han på hur man med hjälp av en spiralformig hålslagen skiva kunde "lösa upp" en bild liksom i en "mosaik i punkter och linjer". Nyheten var den roterande skivan med hålen, anordnade i en spiral. Redan före Nipkow hade Alexander Bain kommit på hur man kunde lösa upp en bild i punkter för en telegrafisk överföring.

## Nipkows patent

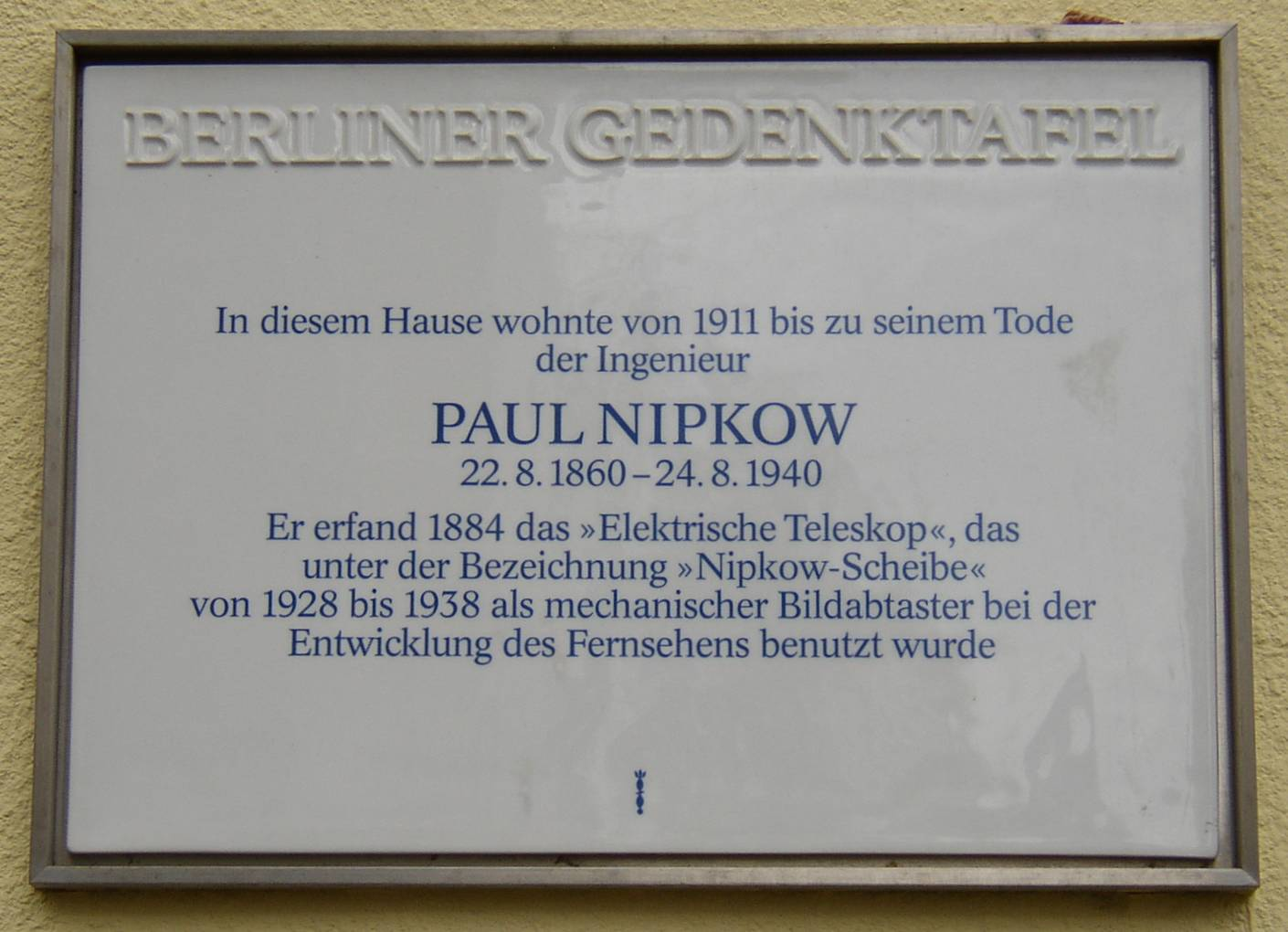
Minnestavla i Berlin.

I januari 1884 anmälde Nipkow patentet på en opto-mekanisk överföringsmetod för bilder hos Kaiserliches Patentamt i Berlin. I sin patentansökan kallade han apparaten "Elektrisches Teleskop" och hans motivering för patentet löd: "Den här beskrivna apparaten har till uppgift att synliggöra ett objekt befintligt på plats A på en valfri plats B". Uppfinningen bestod av en roterande skiva (Nipkows skiva) som var försedd med 24 hål placerade längs en spirallinje. Härigenom kunde man avsöka bilden linje för linje. Bildens ljus-mörk-signaler omvandlades till elektriska impulser som sedan kunde sammansättas till en enkel bild med låg upplösning. Nipkow själv har förmodligen aldrig byggd sin apparat, det fanns inte heller något intresse för patentet, som förföll efter 15 år.
Nipkows princip förbättrades på 1920-talet av skotten John Logie Baird. 1925 lyckades Baird att visa rörliga bilder av en docka. Året därpå sändes de första bilderna offentligt på varuhuset Selfridges i London.
På 1920- och 1930-talen gjordes kommersiella TV-sändningar efter Nipkows princip i USA, Storbritannien och Tyskland. Den så kallade "Fernsehsender Paul Nipkow" var världens första TV-sändare som sände regelbundna TV-program från måndag till lördag från kl. 20:00. Bildupplösningen var till en början 180 linjer och 441 linjer från 1937. Sändaren existerade från 1934 till 1944.
Bättre bilder med högre upplösning blev först möjliga med hjälp av katodstråleröret Ikonoskop som Vladimir Zworykin patentansökte 1923. Med hjälp av denna världens första elektroniska TV-kamera i provdrift gjordes 1933 TV-sändningar från Empire State Building med en bildupplösning av 240 linjer.

## Bilder

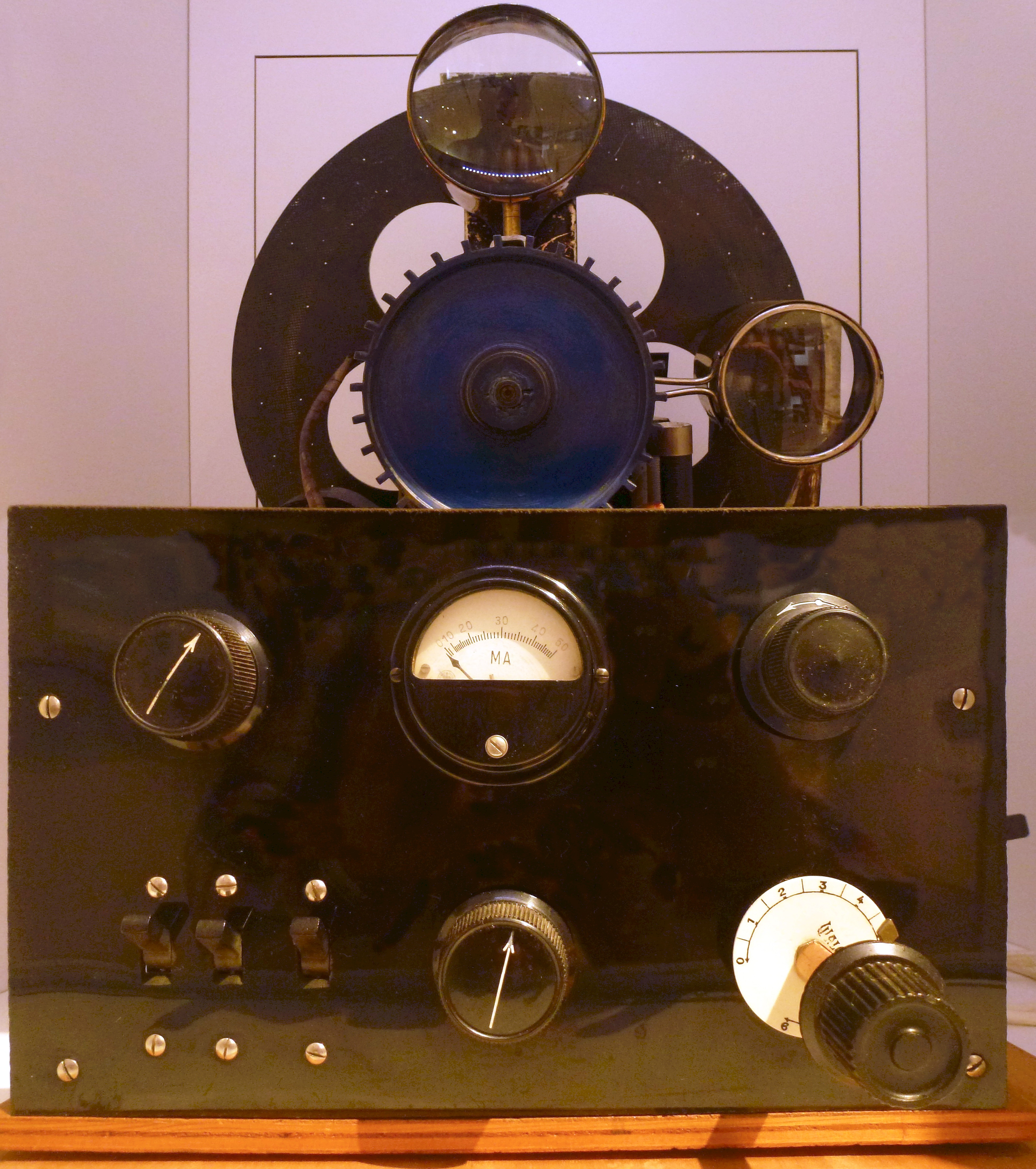
Nipkows apparat på Tekniska Museet, Stockholm
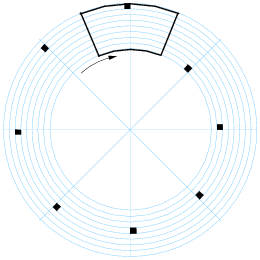
Schematisk teckning av en Nipkowskiva
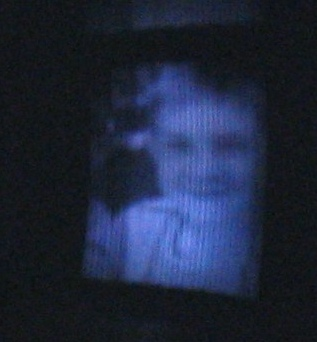
TV-bild från en Nipkowskiva